# 39-я пехотная дивизия (вермахт)
39-я пехотная дивизия (нем. 39. Infanterie-Division) — тактическое соединение сухопутных войск вооружённых сил нацистской Германии периода Второй мировой войны. В ноябре 1943 года преобразована в 41-ю крепостную дивизию с дислокацией на Пелопоннесе (Греция).

## История
39-я пехотная дивизия была сформирована 7 июля 1942 года в Влиссингене (Нидерланды), путём комплектования из войск 4-го, 6-го и 9-го военных округов во время 20-й волны мобилизации Вермахта. Личный состав состоял в основном из польских и других негерманских кадров. Она формировалась под руководством генерал-лейтенанта Гуго Хёфля. Дивизия несла гарнизонную службу в Нидерландах, перед тем как была переброшена на Восточный фронт в марте 1943 года.
Под командованием генерал-лейтенанта Людвига Лёвэнэка дивизия вела различные бои против Красной армии. В районе Харькова дивизия принимала участие в позиционной войне до того, как она отступила к Днепру после начала русского летнего наступления в 1943 году. Дивизия переместилась на новые позиции между Кировоградом и Кривым Рогом.
Участие в битве за Днепр привело к тяжёлым потерям, и к октябрю 1943 года 39-я пехотная дивизия уже была немногим больше боевой группы. В ноябре дивизия была расформирована, а из уцелевших пехотных частей была сформирована 39-я дивизионная группа, которая была поглощена 106-й пехотной дивизией. Штаб-квартира дивизии под командованием генерал-майора Пауля Мальмана была интегрирована в 41-ю крепостную дивизию, которая занимала гарнизон на Пелопоннесе в Греции.

## Местонахождение
- с июля 1942 по март 1943 (Нидерланды)
- с марта по ноябрь 1943 (СССР)

## Подчинение
- 82-й армейский корпус 15-й армии группы армий «D» (август - ноябрь 1942)
- 89-й армейский корпус 15-й армии группы армий «D» (ноябрь 1942 - апрель 1943)
- 48-й танковый корпус армейской группы «Кемпф» группы армий «Юг» (апрель - май 1943)
- 42-й армейский корпус армейской группы «Кемпф» группы армий «Юг» (май - сентябрь 1943)
- 11-й армейский корпус 8-й армии группы армий «Юг» (сентябрь - ноябрь 1943)

## Командиры
- генерал-лейтенант Гуго Хёфль (7 июля — 30 декабря 1942)
- генерал-лейтенант Людвиг Лёвэнэк (30 декабря 1942 — 15 мая 1943)
- генерал-майор Максимилиан Хюнтэн (15 мая — 3 сентября 1943)
- генерал-лейтенант Пауль Мальман (3 сентября — 20 ноября 1943)

## Состав
- 113-й пехотный полк (нем. Infanterie-Regiment 113)
- 114-й пехотный полк (нем. Infanterie-Regiment 114)
- 139-й артиллерийский полк (нем. Artillerie-Regiment 139)
- 139-й противотанковый дивизион (нем. Panzerjäger-Abteilung 139)
- 139-й разведывательный батальон (нем. Aufklärungs-Abteilung 139)
- 139-й сапёрный батальон (нем. Pionier-Bataillon 139)
- 139-й батальон связи (нем. Nachrichten-Abteilung 139)
- 139-й отряд материального обеспечения (нем. Nachschubtruppen 139)
- 139-й полевой запасной батальон (нем. Feldersatz-Bataillon 139)